# Cryptocarya tetragona
Cryptocarya tetragona är en lagerväxtart som beskrevs av C. K. Allen. Cryptocarya tetragona ingår i släktet Cryptocarya och familjen lagerväxter. Inga underarter finns listade i Catalogue of Life.